# Proficy iFIX
Proficy iFIX (dawniej GE iFIX) – oprogramowanie typu HMI/SCADA, służące do wizualizacji, nadzorowania i sterowania procesami technologicznymi. Producentem Proficy iFIX jest firma GE Digital, wchodząca w skład globalnego koncernu General Electric. W 2024 roku planowane jest wcielenie firmy GE Digital do nowego podmiotu GE Vernova.

## Historia rozwoju
Po raz pierwszy na rynku oprogramowanie iFIX pojawiło się w 1984 roku, za sprawą firmy Intellution, jako FIX. W 2002 roku nastąpiło przejęcie firmy Intellution przez firmę GE Fanuc, przez co iFIX (ówcześnie jako FIX32) wszedł do rodziny oprogramowania Proficy. Od czasu pojawienia się na rynku systemu jako iFIX, ukazało się kilkanaście jego wydań, w kilku wersjach językowych (m.in. angielska, niemiecka, polska, rosyjska). Od wersji 5.8 wraz z oprogramowaniem Proficy iFIX dostarczana jest także przemysłowa baza danych – Proficy Historian, a począwszy od wersji 6.5 przywrócono cenione przez użytkowników systemy przykładowe. W 2022 producent oprogramowania – GE Digital – zmienił system numeracji kolejnych wersji systemu, oparzając je datą ukazania się na rynku – stąd następcą wersji 6.5 jest iFIX 2022, dostępny także w polskojęzycznej edycji 2022 PL. Szacuje się, że na całym świecie zainstalowano ponad 400 000 licencji, w tym w Polsce ponad 6000.

## Opis
System iFIX pozwala na zwizualizowanie procesu technologicznego, dzięki czemu umożliwia monitorowanie produkcji i sterowanie nią. Poza tym realizuje funkcje alarmowania, raportowania oraz zbierania i archiwizacji danych produkcyjnych.
Charakterystyka:
- Sieciowa architektura i możliwość pełnej redundancji serwerów
- Dostęp do aplikacji przez przeglądarkę internetową i urządzenia mobilne (po zastosowaniu dodatkowego oprogramowania)
- Ułatwienia w tworzeniu aplikacji (baza gotowych obiektów graficznych oraz predefiniowanych obiektów dynamo, możliwość osadzania kontrolek .NET oraz obiektów ActiveX)
- Możliwość tworzenia aplikacji wielomonitorowych
- Bezpłatna baza driverów komunikacyjnych, zapewniających połączenie z urządzeniami automatyki przemysłowej
- Wbudowany język Visual Basic
- Własna baza danych procesowych lub możliwość współpracy z zewnętrzną bazą
- Wykorzystanie standardu OPC

## Obszary zastosowania
Oprogramowanie iFIX wykorzystywane jest w większości gałęzi przemysłu, m.in. w przemyśle spożywczym, chemicznym, farmaceutycznym, motoryzacyjnym, wodno-kanalizacyjnym, energetycznym, systemach inteligentnych budynków (BMS).

## Dystrybucja
System iFIX dostępny jest za pośrednictwem sieci lokalnych dystrybutorów, współpracujących z firmą GE Digital. W Polsce iFIX jest dostępny od 1995 roku, za pośrednictwem Autoryzowanego Dystrybutora Oprogramowania Proficy. Do roku 2005 rolę tę pełniła firma AB Micro, od 2005 firma VIX Automation.